# ユナイテッド・トラッシュ
『ユナイテッド・トラッシュ』（United Trash）は、1996年のドイツのモンド映画。
クリストフ・シュリンゲンズィーフ監督がいつものスプラッタ映画でなく、アフリカを舞台に、アナーキーでグロテスクでいてナンセンスでブラックなテイストのモンド風スカムコメディ映画を撮った異色作。

## スタッフ
- 監督・原作・撮影：クリストフ・シュリンゲンズィーフ
- 製作：クリスティアン・フュルスト
- 脚本：グールドン・ヴィルドック

## キャスト
- ウド・キア
- キトゥン・ナティビダッド
- トーマス・チブエ
- ヨアヒム・トマシェフスキー
- ジョニー・ファイファー

## 日本語版声優
- 長島雄一
- 中田和宏
- 幹本雄之
- 寺内よりえ
- 城山堅
- 小島敏彦
- 幸田夏穂
- 稲葉実
- 磯辺万沙子
- 小山武宏
- 木附久美子